# Benedetta d'Arborea
Benedetta d'Arborea (Oristano, 1365 – Oristano, 3 marzo 1383) è stata principessa d’Arborea dal 1365 all’anno della sua morte.

## Biografia

### Famiglia
Unica figlia del giudice o re d’Arborea Ugone III e di sua moglie Anonima Castelli di Vico, nacque presumibilmente ad Oristano nel 1365. In quegli anni si combatteva l’accanita guerra tra il giudicato di Arborea e la Corona d’Aragona, che vedeva suo padre, futuro sovrano e figlio di Mariano IV, governare le truppe del piccolo regno sardo, conseguendo molte ed importanti vittorie, come quella della battaglia di Sant’Anna.
La madre di Benedetta morì nel 1369, come testimonia la lettera del governatore del Capo di Logudoro al re Pietro IV di Aragona, datata proprio in quell’anno.

### La seconda Ambasciata Angioina ad Oristano
(Procura del duca d'Angiò data agli ambasciatori per la proposta di matrimonio del figlio unigenito con Benedetta, figlia di Ugone III d'Arborea)
Nel 1378 il potente Duca d'Angiò Luigi di Valois inviò un'ambasciata, successiva a quella dell'anno precedente, per fare ratificare il precedentemente firmato trattato di alleanza. Gli ambasciatori, Migone, signore Pomerade, e Guglielmo Gaian, dottorando in legge, giunsero ad Oristano il 30 agosto. Ad accoglierli ci fu Ugone III in persona, che, secondo gli stessi ambasciatori, si comportò in modo molto rude e barbaro. Oggi, secondo gli storici, questo comportamento fu dettato dal fatto che il Duca Luigi non aveva rispettato i vincoli del precedente trattato, venendo a patti con il nemico che si erano accordati di combattere, la Corona d'Aragona.  Alla proposta degli ambasciatori del matrimonio tra Benedetta e Luigi, piccolo erede ed omonimo di Luigi I, Ugone rispose sdegnosamente, definendo, nella lettera di risposta al Duca, quel possibile sposalizio come "ridicolo".

### Morte
Durante una sommossa popolare, agli inizi del 1383, il palazzo giudicale fu assalito e preso. Il 3 marzo la diciannovenne Benedetta e suo padre furono gettati, ancora vivi e con la lingua tagliata, in un pozzo.
Ad Ugone sarebbe subentrato Federico di Arborea, figlio della sorella Eleonora, che assunse la reggenza.
I mandanti dell'omicidio rimangono misteriosi nonostante le ipotesi, non documentate, dello storico Francesco Cesare Casula e della scrittrice Bianca Pitzorno su chi avesse beneficiato della duplice morte.